# Euroscepsis in het Verenigd Koninkrijk

De zes originele lidstaten van de EEG (1958) en de zeven originele lidstaten van de EVA (1960)
EEG
EVA

De Britse euroscepsis is het verzet tegen het beleid van supranationale EU-instellingen en/of het verzet tegen het Britse lidmaatschap van de Europese Unie. Euroscepsis speelt een significante rol binnen de politiek van het Verenigd Koninkrijk.
Na 1945 werd het Europese eenheidsproject gestart. Dit project werd gesteund door vooraanstaande Britse politici, waaronder Winston Churchill. Churchill pleitte tijdens een toespraak in 1946 voor "een soort Verenigde Staten van Europa", geleid door Frankrijk en Duitsland. Churchill had echter niet de intentie om Groot-Brittannië erbij te betrekken. Groot-Brittannië had de tweestrijdige ambitie om "een belangrijke rol te spelen in Europa, zonder er echt deel van uit te maken". De opvatting dat het eenheidsproject vooral een zaak van het Europese vasteland is, is altijd sterk geweest in Groot-Brittannië. De Pro-Europese beweging in Groot-Brittannië heeft een aantal tegenslagen gekend op het gebied van Europese integratie. Zelfs aanhangers van pro-Europese politieke partijen als de Liberal Democrats zijn terughoudend als het gaat om integratie van Groot-Brittannië binnen de Europese Unie.
Na de toetreding van Groot-Brittannië tot de EU polariseerde de Britse politiek tussen voor- en tegenstanders. Na de controverse rondom de "korting" van Groot-Brittannië's afdracht aan de EU, kon de eurosceptische beweging op steeds meer steun van de Britse bevolking rekenen. De voordelen van het lidmaatschap bleven daarbij dikwijls onderbelicht.

## Geschiedenis
De opkomst van anti-Franse, anti-Duitse, of anti-Europese sentimenten in het algemeen, waren sterk aanwezig in de geschiedenis van Groot-Brittannië. Het splendid isolation-beleid in de 19e eeuw is hier een voorbeeld van. Hoewel er wat overlappingen zijn, verschilt euroscepsis van anti-europeanisme. Anti-europeanisme heeft altijd een sterke invloed gehad in met name de Amerikaanse cultuur. Het Amerikaanse Exceptionalisme is gebaseerd op het verval van Europa, of de opkomst van Europa als rivaliserende mogendheid, of beide. Sommige elementen van Britse euroscepsis zijn door Amerikaanse schrijvers vergeleken met het Amerikaanse anti-europeanisme. De uiteenzettingen door Amerikaanse schrijvers hebben invloed gehad op de eurosceptische beweging in Groot-Brittannië.

### Na 1945

Het Verenigd Koninkrijk (donkergroen) in de Europese Unie (lichtgroen).

Groot-Brittannië werd na afloop van de Tweede Wereldoorlog gedwongen om de leiding te nemen in West-Europa. De American Committee for a United Europe en de European Conference on Federation, geleid door Winston Churchill, waren een van de eerste ondernemingen om, met medewerking van Groot-Brittannië, Europa te verenigen. Hoewel de Britse regering de Europese integratie op het vasteland steunde, waren zij van mening dat Groot-Brittannië er zelf niet deel aan zou moeten nemen. Groot-Brittannië heeft, in tegenstelling tot het naoorlogse Duitsland, nooit een sterke pro-Europese beweging gekend. De naoorlogse jaren in het Verenigd Koninkrijk, tot aan 1954, werden overschaduwd door het verlies van een groot deel van het Britse Rijk. Het land behoorde niet tot de zes oorspronkelijke oprichters van de Europese Gemeenschappen van begin jaren vijftig. 'De Zes' - Frankrijk, Duitsland, België, Nederland, Luxemburg, en Italië - tekenden het Verdrag van Parijs, waarmee op 18 april 1951 de Europese Gemeenschap voor Kolen en Staal (EGKS) werd opgericht. De Zes slaagden er echter niet in om een Europese Defensiegemeenschap op te richten.
In de jaren voor de oprichting van de EGKS, pleitten voornamelijk Britse extreemrechtse politici, zoals Oswald Mosley, voor verdere integratie binnen Europa. De Britse elite ging er niet van uit dat Groot-Brittannië zou kunnen deelnemen als simpelweg 'lid' van de Europese Gemeenschappen. Deze reserveringen waren in mindere mate gebaseerd op economische overwegingen, maar eerder gebaseerd op politieke filosofie. Het idee van ongelimiteerde soevereiniteit, gebaseerd op het Britse juridische systeem en parlementaire traditie, was en is hooggewaardeerd in Groot-Brittannië. Het gebrek aan democratie binnen de Europese Unie, waaronder twijfel over de legitimiteit van de Europese Commissie en het Europees Parlement, vormen de basis van het Britse euroscepsis. Ook de alsmaar stijgende kosten van lidmaatschap en de negatieve impact van de EU-regelgeving op het Britse bedrijfsleven worden genoemd als bezwaren.
Britse tegenstanders van de EU beschuldigen EU-politici en -ambtenaren van corruptie. In 2005 drong Brits Europarlementariër Nigel Farage bij de Europese Commissie aan om de vakantiereizen van eurocommissarisen bekend te maken, nadat bekend werd dat voorzitter van de Europese Commissie José Barroso een week op het jacht van een Griekse miljardair had doorgebracht.
De groep Better Off Out is een onafhankelijke organisatie die campagne voert voor het beëindigen van het lidmaatschap van het Verenigd Koninkrijk van de EU. De organisatie noemt als belangrijkste redenen: het zelfstandig handelsverdragen sluiten met andere landen; de nationale grenzen controleren; de eigen begroting kunnen bepalen; het restaureren van het Britse rechtssysteem; en deregulatie van EU-regelgeving binnen de National Health Service.
Voormalig leider van de Labour Party, Hugh Gaitskell, verklaarde ooit dat het toetreden van Groot-Brittannië tot de Europese Gemeenschappen "het einde van duizend jaar geschiedenis" zou betekenen. Sommige aanhangers van Gaitskell waren echter positief over Britse deelname. Labour veranderden later hun houding tegenover de EEG, en begonnen Britse lidmaatschap te steunen. Ook binnen de Conservative Party bestond er tegenstand omtrent Groot-Brittannië's lidmaatschap van de gemeenschappelijke markt. Een van de eerste groeperingen die zich tegen Britse lidmaatschap keerde, was de Anti-Common Market League. Deze organisatie had zijn oorsprong in de Conservative Party. De voorzitter van de Anti-Common Market League, Victor Montagu, zei dat tegenstanders van de gemeenschappelijke markt zich niet wilden laten regeren door een groep "frogs and huns" (Britse slang voor respectievelijk 'Fransen' en 'Duitsers'). Desalniettemin kwam het grootste verzet tegen Groot-Brittannië's lidmaatschap van Labour-politici en vakbondsleden. Zij vreesden dat een Europees 'blok' socialistisch beleid zou verhinderen. Echter, deze visie was niet alom vertegenwoordigd binnen de Labour Party. In 2002 richtte een aantal Labour-parlementsleden de groep Labour Against the Euro op. De groep sprak zich uit tegen Britse lidmaatschap van de Euro.

### Jaren zestig
In de jaren zestig kon de Conservatieve regering van Groot-Brittannië rekenen op verzet van Europese landen omtrent toetreding tot de Gemeenschappen. Met name de Franse president Charles de Gaulle was tegen. In plaats van dat Groot-Brittannië een leidinggevende rol werd aangeboden, werd het land op een jarenlange 'wachtlijst' geplaatst. Dit werd door pro-Europese Britten als een belediging ervaren. De Gaulle's veto in 1963 was een nederlaag voor de regering van Harold Macmillan. Het Verenigd Koninkrijk kreeg te maken met economische achteruitgang alsook een serie politieke schandalen. Deze ontwikkelingen deed de verhouding tussen het Verenigd Koninkrijk en Europa geen goed. Nadat Charles de Gaulle werd vervangen door Georges Pompidou, werd het veto opgeheven. In 1970 begonnen, onder de pro-Europese regering van Edward Heath, de onderhandelingen over Britse deelname. Heath had te maken met een verschil van mening omtrent het Gemeenschappelijk landbouwbeleid en de relatie met het Britse Gemenebest. In 1972 werden de toelatingsverdragen getekend door alle lidstaten, behalve Noorwegen.

### Deelname en referendum
Ondanks de keuze om deel te nemen aan de Europese Gemeenschap, was er interne verdeeldheid binnen Labour over het houden van een referendum over het permanente lidmaatschap van het Verenigd Koninkrijk. In 1972 stelde Labour-parlementariër Tony Benn een dergelijk referendum voor. Als reactie riep de anti-EEG-politicus voor de Conservative Party, Enoch Powell, op om Labour te stemmen tijdens de verkiezing van 1974. Zijn oproep zou mogelijk de uitslag van die verkiezing hebben beïnvloed; Labour kwam weer aan de macht. Het uiteindelijke referendum in 1975 vroeg het Britse electoraat het volgende:
"Het Parlement heeft besloten om het electoraat te raadplegen over de vraag of het VK lid moet blijven van de Europese Economische Gemeenschap: Wilt u dat het VK lid blijft van de EEG?"
Britse deelname van de EEG werd gesteund door 67% van het electoraat, dat een opkomst had van 64,5%.

### Van 1975 tot 1997

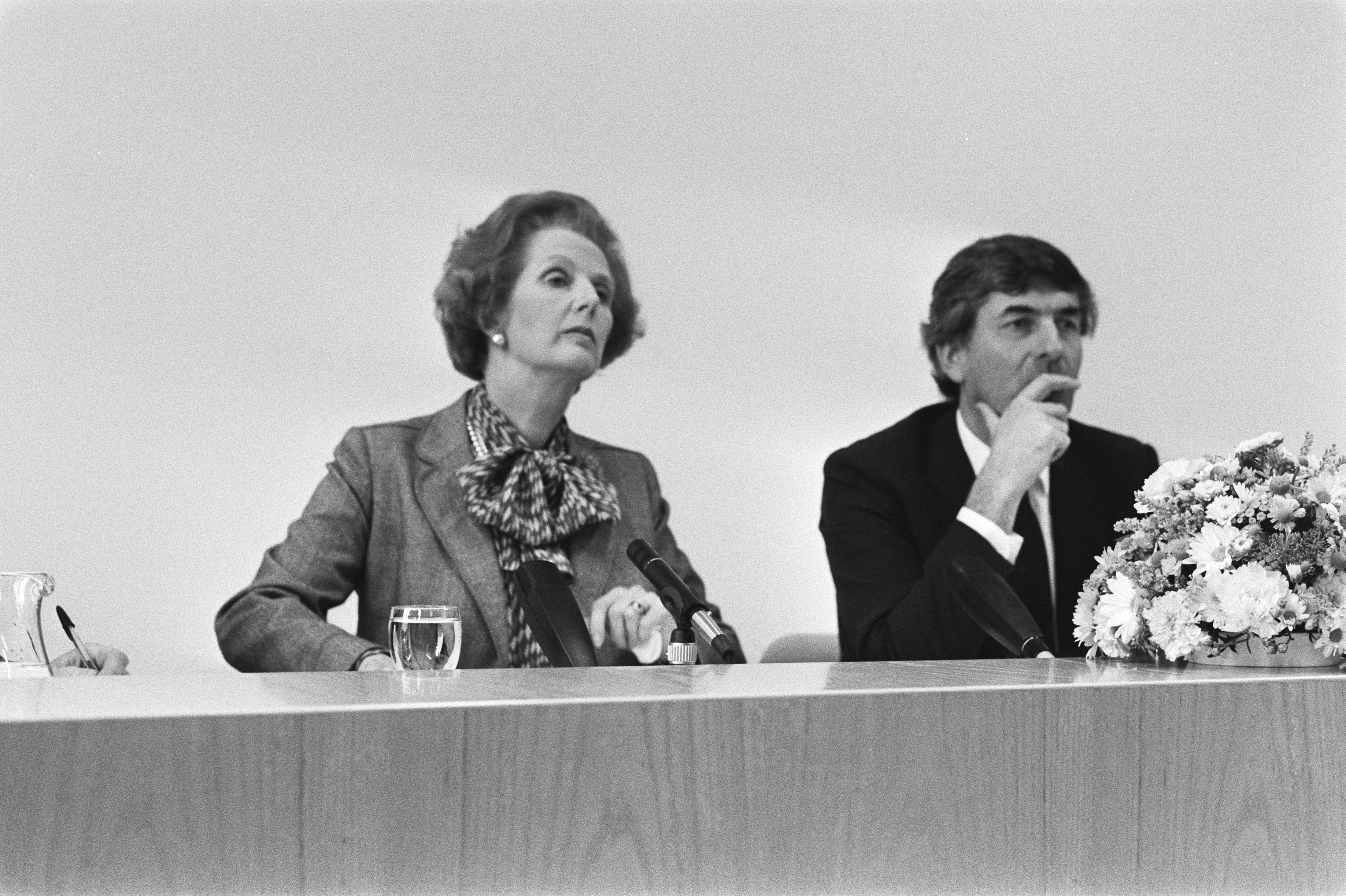
Margaret Thatcher samen met Ruud Lubbers

De discussie tussen eurosceptici en voorstanders van EU speelt zich voornamelijk af binnen de Britse politieke partijen, waarvan de aanhang verschillende standpunten innemen. De twee grootste partijen in Groot-Brittannië, de Conservative Party en de Labour Party, kennen beide een breed intern spectrum van standpunten over de Europese Unie.
In de jaren zeventig en begin jaren tachtig was de Labour Party het meest eurosceptisch van de twee partijen. Labour telde meer parlementariërs die tegen de Europese Gemeenschappen waren. In 1975 hield Labour een speciaal congres over het Britse lidmaatschap. De partij koos met een tweederdemeerderheid voor het vertrek van Groot-Brittannië uit de Europese Gemeenschappen. In 1979 werd in het verkiezingsprogramma van Labour verklaard dat een Labour-regering zich zou "verzetten tegen elke stap van de Gemeenschap richting een federatie". In 1983 steunde Labour vooralsnog het opzeggen van het lidmaatschap van het Verenigd Koninkrijk van de Gemeenschap.
Na 1983 werd oppositiepartij Labour onder het leiderschap van Neil Kinnock steeds positiever over de integratie van Groot-Brittannië binnen de Europese Economische en Monetaire Unie. De Britse premier Margaret Thatcher kreeg daarentegen veel populariteit voor haar rol in de onderhandelingen voor een "Britse korting" in 1984. Tijdens die onderhandelingen slaagde de Britse regering erin om een korting te krijgen voor de afdracht aan de unie. In 1984 was Groot-Brittannië de op een na armste lidstaat van de Monetaire Unie. Groot-Brittannië had relatief weinig landbouw en had hierdoor weinig profijt van de Europese landbouwsubsidies.
In 1988 hield Jacques Delors, toenmalig voorzitter van de Europese Commissie, een toespraak tijdens een congres van een Britse vakbond. Deze toesprak zorgde ervoor dat de euroscepsis binnen de Labour Party enigszins afnam. Delors gebruikte Thatchers beleid ten opzichte van vakbonden als argument voor een "sociaal Europa". Deze visie werd goed ontvangen door Labour-aanhangers. De "Britse korting" bleef echter overeind, ook tijdens regeerperiodes van andere Britse premiers.
Tegen het einde van de jaren tachtig uitte Margaret Thather steeds openlijker kritiek op het beleid van de Europese Unie. Thatcher was van mening dat de EU de Britse soevereiniteit ondermijnde. In 1988 hield Thatcher een toespraak in Brugge. In deze toespraak verklaarde Thatcher: "We have not successfully rolled back the frontiers of the state in Britain, only to see them re-imposed at a European level with a European super-state exercising a new dominance from Brussels." ("We hebben net met succes de invloed van de staat in Groot-Brittannië teruggebracht, om nu te merken dat ze opnieuw ingesteld wordt, maar dan op Europees niveau door een Europese superstaat die een nieuwe dominantie vanuit Brussel uitoefent").
Tijdens een debat in het House of Commons eind jaren negentig, vlak voordat haar premierschap eindigde, reageerde Thatcher fel op Delors' plannen voor een gemeenschappelijke munt. Thatchers houding zou hebben bijgedragen aan haar aftreden een aantal weken later.

### Vanaf 1997

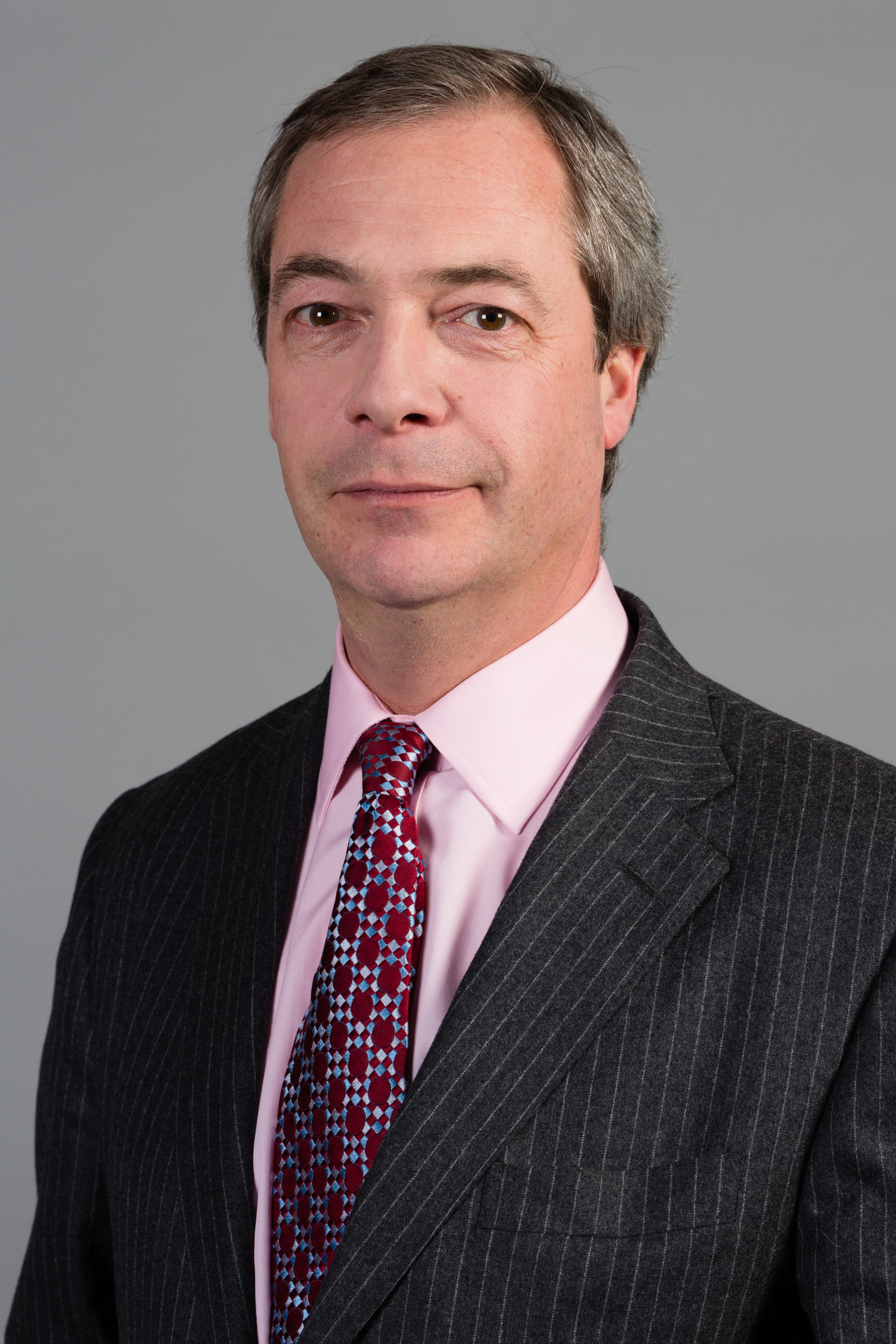
UKIP-partijleider Nigel Farage, waarschijnlijk de meest uitgesproken eurosceptische politicus van het Verenigd Koninkrijk

In 1997 deed de Referendum Party, opgericht door Sir James Goldsmith, mee aan de landelijke verkiezingen. De partij pleitte voor een referendum over de betrekkingen tussen het Verenigd Koninkrijk en de Europese Unie. De Referendum Party had korte tijd een zetel in het Lagerhuis, nadat Conservative-parlementariër George Gardiner in 1997 van partij veranderde. De United Kingdom Independence Party (UKIP), dat campagne voert voor volledige uittreding van het Verenigd Koninkrijk uit de EU, werd in 1993 opgericht door Alan Sked. Door een aanpassing aan het kiessysteem kon UKIP meedoen aan de Europese Parlementsverkiezingen van 1999. Een aantal commentatoren geloven dat de grote aandacht voor UKIP heeft bijgedragen aan het verlies van de Conservative Party tijdens de landelijke verkiezingen van 2001.
Na het verlies van de Conservative Party tijdens de verkiezingen van 2001, werd euroscepcsis een belangrijke voorwaarde voor de keuze voor een nieuwe partijleider. De winnaar, Iain Duncan Smith, zou euroscpetischer zijn geweest dan zijn voorganger, William Hague.
UKIP behaalde tijdens de Europese Verkiezingen van 2004 16% van de stemmen en kreeg twaalf Europarlementariërs. Tijdens de Europese Verkiezingen van 2009 werd UKIP de op een na grootste partij van Groot-Brittannië. De partij behaalde meer stemmen dan Labour, die op de derde plaats eindigde. Tijdens de Europese Verkiezingen van 2014 behaalde UKIP een nieuw hoogtepunt. De partij won de verkiezingen met 26,6% van de stemmen en won daarmee de meeste stemmen in Groot-Brittannië. Oppositiepartij Labour eindigde als tweede.
Na de Lagerhuisverkiezingen van 2015 beloofde de toen herkozen premier van Groot-Brittannië, David Cameron, een 'in/uit-referendum' te laten houden over het Britse lidmaatschap van de EU. Dit referendum vond plaats op 23 juni 2016 (zie ook: Brexit).

## Eurosceptische politieke partijen
Vooraanstaande leden van de Labour Party en de Conservative Party hebben sterk contrasterende meningen gehad over Europese integratie, sinds die integratie een belangrijk thema werd in de jaren zeventig. Geen van beide partijen propageert een exit van het Verenigd Koninkrijk uit de EU, hoewel beide partijen verschillende voorstellen hebben ingediend om de Europese instellingen te hervormen.
Conservatieve regeringen hebben grote politieke stappen gezet richting verdere integratie van Groot-Brittannië binnen de Europese Unie. Echter, de partij heeft zich moeten verantwoorden aan de eurosceptische achterban en eurosceptische media. Na 1945 pleitte Winston Churchill voor een "Verenigde Staten van Europa" en de oprichting van een "Council of Europe". Churchill nam deel aan het Congres van Den Haag (1948), waarin de toekomstige structuur en rol van de Raad van Europa werd besproken. Churchill verklaarde: "We have our own dream and our own task. We are with Europe, but not of it. We are linked but not combined. We are interested and associated but not absorbed." ("We hebben onze eigen droom en onze eigen taak. We zijn 'met' Europa, maar niet 'van'. We zijn verbonden maar niet samengevoegd. We zijn geïnteresseerd en betrokken, maar niet in beslag genomen").
Pro-Europese hervormers, zoals voormalig Brits minister van Buitenlandse Zaken Sir Malcolm Rifkind, verzette zich tegen de creatie van een "Europese superstaat".
De Liberal Democrats, de op twee na grootste politieke partij van Groot-Brittannië, zijn pro-EU, maar pleiten desondanks voor institutionele hervormingen ten behoeve van Europees federalisme, waarin de nationale parlementen van de lidstaten meer zeggenschap krijgen.
De Scottish National Party (SNP) wordt sinds de jaren tachtig gezien als een pro-EU-partij. De SNP haalt voornamelijk stemmen uit gebieden in Schotland waar veel visserij en veehouderij bestaat. Desalniettemin kozen inwoners uit deze regio's voor het behoud van het Verenigd Koninkrijk (en EU-lidmaatschap) tijdens het Referendum over de onafhankelijkheid van Schotland.
Een eurosceptische groep vanuit een "linkse, arbeidersperspectief" is No2EU, opgericht door de Communist Party of Britain.
De Green Party of England and Wales pleit niet voor een exit van het Verenigd Koninkrijk uit de Europese Unie, maar steunt een referendum over het lidmaatschap van het land. De partij is daarnaast zeer kritisch over sommige aspecten van de EU.